# Irapuã
Irapuã è un comune del Brasile nello Stato di San Paolo, parte della mesoregione di São José do Rio Preto e della microregione di Novo Horizonte.

## Storia
Il comune è stato creato nel 1944 con legge statale.

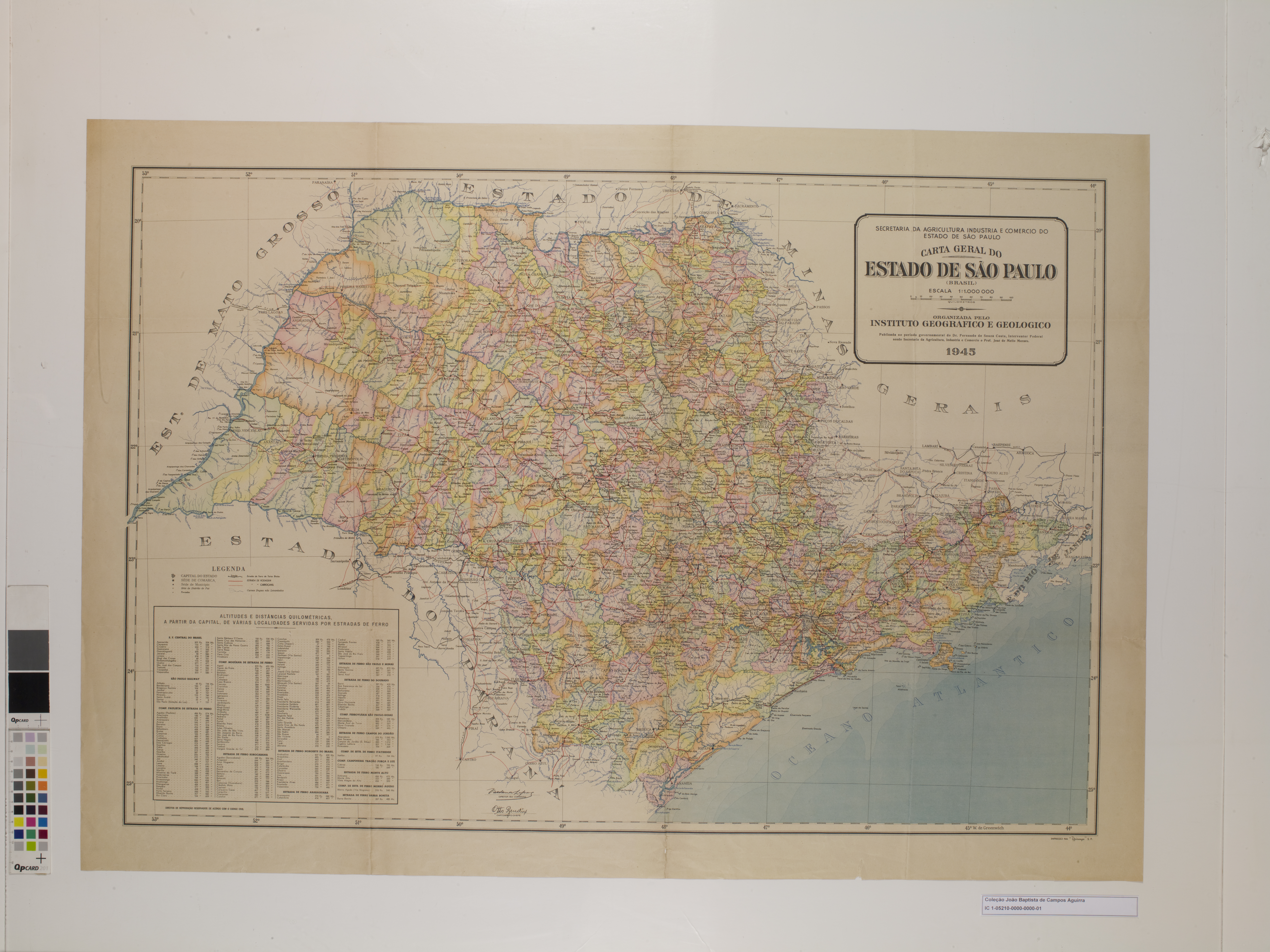
Mappa dello stato di San Paolo (1944).